# بارايو دي مونيو
بلدية بارايو دي مونيو (بالإسبانية: Barrio de Muñó)‏، هي إحدى بلديات مقاطعة برغش، التي تقع في منطقة قشتالة وليون، والتي تقع في شمال غرب إسبانيا.
يبلغ عدد سكانها 35 نسمة وفقاً لإحصائية سنة (2002).